# Comuni d'Italia (L)
Questa pagina contiene l'elenco dei comuni italiani il cui nome inizia con la lettera L.
Per ogni comune vengono indicate la provincia e la regione di appartenenza.
| Comune                       | Provincia             | Regione               |
| ---------------------------- | --------------------- | --------------------- |
| L'Aquila                     | L'Aquila              | Abruzzo               |
| La Cassa                     | Torino                | Piemonte              |
| La Loggia                    | Torino                | Piemonte              |
| La Maddalena                 | Sassari               | Sardegna              |
| La Magdeleine                | Aosta                 | Valle d'Aosta         |
| La Morra                     | Cuneo                 | Piemonte              |
| La Salle                     | Aosta                 | Valle d'Aosta         |
| La Spezia                    | Spezia                | Liguria               |
| La Thuile                    | Aosta                 | Valle d'Aosta         |
| La Valle                     | Bolzano               | Trentino-Alto Adige   |
| La Valle Agordina            | Belluno               | Veneto                |
| La Valletta Brianza          | Lecco                 | Lombardia             |
| Labico                       | Roma                  | Lazio                 |
| Labro                        | Rieti                 | Lazio                 |
| Lacchiarella                 | Milano                | Lombardia             |
| Lacco Ameno                  | Napoli                | Campania              |
| Lacedonia                    | Avellino              | Campania              |
| Laces                        | Bolzano               | Trentino-Alto Adige   |
| Laconi                       | Oristano              | Sardegna              |
| Ladispoli                    | Roma                  | Lazio                 |
| Laerru                       | Sassari               | Sardegna              |
| Laganadi                     | Reggio Calabria       | Calabria              |
| Laghi                        | Vicenza               | Veneto                |
| Laglio                       | Como                  | Lombardia             |
| Lagnasco                     | Cuneo                 | Piemonte              |
| Lago                         | Cosenza               | Calabria              |
| Lagonegro                    | Potenza               | Basilicata            |
| Lagosanto                    | Ferrara               | Emilia-Romagna        |
| Lagundo                      | Bolzano               | Trentino-Alto Adige   |
| Laigueglia                   | Savona                | Liguria               |
| Lainate                      | Milano                | Lombardia             |
| Laino                        | Como                  | Lombardia             |
| Laino Borgo                  | Cosenza               | Calabria              |
| Laino Castello               | Cosenza               | Calabria              |
| Laion                        | Bolzano               | Trentino-Alto Adige   |
| Laives                       | Bolzano               | Trentino-Alto Adige   |
| Lajatico                     | Pisa                  | Toscana               |
| Lallio                       | Bergamo               | Lombardia             |
| Lama dei Peligni             | Chieti                | Abruzzo               |
| Lama Mocogno                 | Modena                | Emilia-Romagna        |
| Lambrugo                     | Como                  | Lombardia             |
| Lamezia Terme                | Catanzaro             | Calabria              |
| Lamon                        | Belluno               | Veneto                |
| Lampedusa e Linosa           | Agrigento             | Sicilia               |
| Lamporecchio                 | Pistoia               | Toscana               |
| Lamporo                      | Vercelli              | Piemonte              |
| Lana                         | Bolzano               | Trentino-Alto Adige   |
| Lanciano                     | Chieti                | Abruzzo               |
| Landiona                     | Novara                | Piemonte              |
| Landriano                    | Pavia                 | Lombardia             |
| Langhirano                   | Parma                 | Emilia-Romagna        |
| Langosco                     | Pavia                 | Lombardia             |
| Lanusei                      | Nuoro                 | Sardegna              |
| Lanuvio                      | Roma                  | Lazio                 |
| Lanzada                      | Sondrio               | Lombardia             |
| Lanzo Torinese               | Torino                | Piemonte              |
| Lapedona                     | Fermo                 | Marche                |
| Lapio                        | Avellino              | Campania              |
| Lappano                      | Cosenza               | Calabria              |
| Larciano                     | Pistoia               | Toscana               |
| Lardirago                    | Pavia                 | Lombardia             |
| Lariano                      | Roma                  | Lazio                 |
| Larino                       | Campobasso            | Molise                |
| Las Plassas                  | Sud Sardegna          | Sardegna              |
| Lasa                         | Bolzano               | Trentino-Alto Adige   |
| Lascari                      | Palermo               | Sicilia               |
| Lasnigo                      | Como                  | Lombardia             |
| Lastebasse                   | Vicenza               | Veneto                |
| Lastra a Signa               | Firenze               | Toscana               |
| Latera                       | Viterbo               | Lazio                 |
| Laterina Pergine Valdarno    | Arezzo                | Toscana               |
| Laterza                      | Taranto               | Puglia                |
| Latiano                      | Brindisi              | Puglia                |
| Latina                       | Latina                | Lazio                 |
| Latisana                     | Udine                 | Friuli-Venezia Giulia |
| Latronico                    | Potenza               | Basilicata            |
| Lattarico                    | Cosenza               | Calabria              |
| Lauco                        | Udine                 | Friuli-Venezia Giulia |
| Laureana Cilento             | Salerno               | Campania              |
| Laureana di Borrello         | Reggio Calabria       | Calabria              |
| Lauregno                     | Bolzano               | Trentino-Alto Adige   |
| Laurenzana                   | Potenza               | Basilicata            |
| Lauria                       | Potenza               | Basilicata            |
| Lauriano                     | Torino                | Piemonte              |
| Laurino                      | Salerno               | Campania              |
| Laurito                      | Salerno               | Campania              |
| Lauro                        | Avellino              | Campania              |
| Lavagna                      | Genova                | Liguria               |
| Lavagno                      | Verona                | Veneto                |
| Lavarone                     | Trento                | Trentino-Alto Adige   |
| Lavello                      | Potenza               | Basilicata            |
| Lavena Ponte Tresa           | Varese                | Lombardia             |
| Laveno-Mombello              | Varese                | Lombardia             |
| Lavenone                     | Brescia               | Lombardia             |
| Laviano                      | Salerno               | Campania              |
| Lavis                        | Trento                | Trentino-Alto Adige   |
| Lazise                       | Verona                | Veneto                |
| Lazzate                      | Monza e della Brianza | Lombardia             |
| Lecce                        | Lecce                 | Puglia                |
| Lecce nei Marsi              | L'Aquila              | Abruzzo               |
| Lecco                        | Lecco                 | Lombardia             |
| Ledro                        | Trento                | Trentino-Alto Adige   |
| Leffe                        | Bergamo               | Lombardia             |
| Leggiuno                     | Varese                | Lombardia             |
| Legnago                      | Verona                | Veneto                |
| Legnano                      | Milano                | Lombardia             |
| Legnaro                      | Padova                | Veneto                |
| Lei                          | Nuoro                 | Sardegna              |
| Leini                        | Torino                | Piemonte              |
| Leivi                        | Genova                | Liguria               |
| Lemie                        | Torino                | Piemonte              |
| Lendinara                    | Rovigo                | Veneto                |
| Leni                         | Messina               | Sicilia               |
| Lenna                        | Bergamo               | Lombardia             |
| Leno                         | Brescia               | Lombardia             |
| Lenola                       | Latina                | Lazio                 |
| Lenta                        | Vercelli              | Piemonte              |
| Lentate sul Seveso           | Monza e della Brianza | Lombardia             |
| Lentella                     | Chieti                | Abruzzo               |
| Lentini                      | Siracusa              | Sicilia               |
| Leonessa                     | Rieti                 | Lazio                 |
| Leonforte                    | Enna                  | Sicilia               |
| Leporano                     | Taranto               | Puglia                |
| Lequile                      | Lecce                 | Puglia                |
| Lequio Berria                | Cuneo                 | Piemonte              |
| Lequio Tanaro                | Cuneo                 | Piemonte              |
| Lercara Friddi               | Palermo               | Sicilia               |
| Lerici                       | Spezia                | Liguria               |
| Lerma                        | Alessandria           | Piemonte              |
| Lesa                         | Novara                | Piemonte              |
| Lesegno                      | Cuneo                 | Piemonte              |
| Lesignano de' Bagni          | Parma                 | Emilia-Romagna        |
| Lesina                       | Foggia                | Puglia                |
| Lesmo                        | Monza e della Brianza | Lombardia             |
| Lessolo                      | Torino                | Piemonte              |
| Lessona                      | Biella                | Piemonte              |
| Lestizza                     | Udine                 | Friuli-Venezia Giulia |
| Letino                       | Caserta               | Campania              |
| Letojanni                    | Messina               | Sicilia               |
| Lettere                      | Napoli                | Campania              |
| Lettomanoppello              | Pescara               | Abruzzo               |
| Lettopalena                  | Chieti                | Abruzzo               |
| Levanto                      | Spezia                | Liguria               |
| Levate                       | Bergamo               | Lombardia             |
| Leverano                     | Lecce                 | Puglia                |
| Levice                       | Cuneo                 | Piemonte              |
| Levico Terme                 | Trento                | Trentino-Alto Adige   |
| Levone                       | Torino                | Piemonte              |
| Lezzeno                      | Como                  | Lombardia             |
| Liberi                       | Caserta               | Campania              |
| Librizzi                     | Messina               | Sicilia               |
| Licata                       | Agrigento             | Sicilia               |
| Licciana Nardi               | Massa-Carrara         | Toscana               |
| Licenza                      | Roma                  | Lazio                 |
| Licodia Eubea                | Catania               | Sicilia               |
| Lierna                       | Lecco                 | Lombardia             |
| Lignana                      | Vercelli              | Piemonte              |
| Lignano Sabbiadoro           | Udine                 | Friuli-Venezia Giulia |
| Lillianes                    | Aosta                 | Valle d'Aosta         |
| Limana                       | Belluno               | Veneto                |
| Limatola                     | Benevento             | Campania              |
| Limbadi                      | Vibo Valentia         | Calabria              |
| Limbiate                     | Monza e della Brianza | Lombardia             |
| Limena                       | Padova                | Veneto                |
| Limido Comasco               | Como                  | Lombardia             |
| Limina                       | Messina               | Sicilia               |
| Limone Piemonte              | Cuneo                 | Piemonte              |
| Limone sul Garda             | Brescia               | Lombardia             |
| Limosano                     | Campobasso            | Molise                |
| Linarolo                     | Pavia                 | Lombardia             |
| Linguaglossa                 | Catania               | Sicilia               |
| Lioni                        | Avellino              | Campania              |
| Lipari                       | Messina               | Sicilia               |
| Lipomo                       | Como                  | Lombardia             |
| Lirio                        | Pavia                 | Lombardia             |
| Liscate                      | Milano                | Lombardia             |
| Liscia                       | Chieti                | Abruzzo               |
| Lisciano Niccone             | Perugia               | Umbria                |
| Lisio                        | Cuneo                 | Piemonte              |
| Lissone                      | Monza e della Brianza | Lombardia             |
| Liveri                       | Napoli                | Campania              |
| Livigno                      | Sondrio               | Lombardia             |
| Livinallongo del Col di Lana | Belluno               | Veneto                |
| Livo                         | Como                  | Lombardia             |
| Livo                         | Trento                | Trentino-Alto Adige   |
| Livorno                      | Livorno               | Toscana               |
| Livorno Ferraris             | Vercelli              | Piemonte              |
| Livraga                      | Lodi                  | Lombardia             |
| Lizzanello                   | Lecce                 | Puglia                |
| Lizzano                      | Taranto               | Puglia                |
| Lizzano in Belvedere         | Bologna               | Emilia-Romagna        |
| Loano                        | Savona                | Liguria               |
| Loazzolo                     | Asti                  | Piemonte              |
| Locana                       | Torino                | Piemonte              |
| Locate di Triulzi            | Milano                | Lombardia             |
| Locate Varesino              | Como                  | Lombardia             |
| Locatello                    | Bergamo               | Lombardia             |
| Loceri                       | Nuoro                 | Sardegna              |
| Locorotondo                  | Bari                  | Puglia                |
| Locri                        | Reggio Calabria       | Calabria              |
| Loculi                       | Nuoro                 | Sardegna              |
| Lodè                         | Nuoro                 | Sardegna              |
| Lodi                         | Lodi                  | Lombardia             |
| Lodi Vecchio                 | Lodi                  | Lombardia             |
| Lodine                       | Nuoro                 | Sardegna              |
| Lodrino                      | Brescia               | Lombardia             |
| Lograto                      | Brescia               | Lombardia             |
| Loiano                       | Bologna               | Emilia-Romagna        |
| Loiri Porto San Paolo        | Sassari               | Sardegna              |
| Lomagna                      | Lecco                 | Lombardia             |
| Lomazzo                      | Como                  | Lombardia             |
| Lombardore                   | Torino                | Piemonte              |
| Lombriasco                   | Torino                | Piemonte              |
| Lomello                      | Pavia                 | Lombardia             |
| Lona-Lases                   | Trento                | Trentino-Alto Adige   |
| Lonate Ceppino               | Varese                | Lombardia             |
| Lonate Pozzolo               | Varese                | Lombardia             |
| Lonato del Garda             | Brescia               | Lombardia             |
| Londa                        | Firenze               | Toscana               |
| Longano                      | Isernia               | Molise                |
| Longare                      | Vicenza               | Veneto                |
| Longarone                    | Belluno               | Veneto                |
| Longhena                     | Brescia               | Lombardia             |
| Longi                        | Messina               | Sicilia               |
| Longiano                     | Forlì-Cesena          | Emilia-Romagna        |
| Longobardi                   | Cosenza               | Calabria              |
| Longobucco                   | Cosenza               | Calabria              |
| Longone al Segrino           | Como                  | Lombardia             |
| Longone Sabino               | Rieti                 | Lazio                 |
| Lonigo                       | Vicenza               | Veneto                |
| Loranzè                      | Torino                | Piemonte              |
| Loreggia                     | Padova                | Veneto                |
| Loreglia                     | Verbano-Cusio-Ossola  | Piemonte              |
| Lorenzago di Cadore          | Belluno               | Veneto                |
| Loreo                        | Rovigo                | Veneto                |
| Loreto                       | Ancona                | Marche                |
| Loreto Aprutino              | Pescara               | Abruzzo               |
| Loria                        | Treviso               | Veneto                |
| Loro Ciuffenna               | Arezzo                | Toscana               |
| Loro Piceno                  | Macerata              | Marche                |
| Lorsica                      | Genova                | Liguria               |
| Losine                       | Brescia               | Lombardia             |
| Lotzorai                     | Nuoro                 | Sardegna              |
| Lovere                       | Bergamo               | Lombardia             |
| Lovero                       | Sondrio               | Lombardia             |
| Lozio                        | Brescia               | Lombardia             |
| Lozza                        | Varese                | Lombardia             |
| Lozzo Atestino               | Padova                | Veneto                |
| Lozzo di Cadore              | Belluno               | Veneto                |
| Lozzolo                      | Vercelli              | Piemonte              |
| Lu e Cuccaro Monferrato      | Alessandria           | Piemonte              |
| Lubriano                     | Viterbo               | Lazio                 |
| Lucca                        | Lucca                 | Toscana               |
| Lucca Sicula                 | Agrigento             | Sicilia               |
| Lucera                       | Foggia                | Puglia                |
| Lucignano                    | Arezzo                | Toscana               |
| Lucinasco                    | Imperia               | Liguria               |
| Lucito                       | Campobasso            | Molise                |
| Luco dei Marsi               | L'Aquila              | Abruzzo               |
| Lucoli                       | L'Aquila              | Abruzzo               |
| Lugagnano Val d'Arda         | Piacenza              | Emilia-Romagna        |
| Lugnano in Teverina          | Terni                 | Umbria                |
| Lugo                         | Ravenna               | Emilia-Romagna        |
| Lugo di Vicenza              | Vicenza               | Veneto                |
| Luino                        | Varese                | Lombardia             |
| Luisago                      | Como                  | Lombardia             |
| Lula                         | Nuoro                 | Sardegna              |
| Lumarzo                      | Genova                | Liguria               |
| Lumezzane                    | Brescia               | Lombardia             |
| Lunamatrona                  | Sud Sardegna          | Sardegna              |
| Lunano                       | Pesaro e Urbino       | Marche                |
| Lungavilla                   | Pavia                 | Lombardia             |
| Lungro                       | Cosenza               | Calabria              |
| Luni                         | La Spezia             | Liguria               |
| Luogosano                    | Avellino              | Campania              |
| Luogosanto                   | Sassari               | Sardegna              |
| Lupara                       | Campobasso            | Molise                |
| Lurago d'Erba                | Como                  | Lombardia             |
| Lurago Marinone              | Como                  | Lombardia             |
| Lurano                       | Bergamo               | Lombardia             |
| Luras                        | Sassari               | Sardegna              |
| Lurate Caccivio              | Como                  | Lombardia             |
| Lusciano                     | Caserta               | Campania              |
| Luserna                      | Trento                | Trentino-Alto Adige   |
| Luserna San Giovanni         | Torino                | Piemonte              |
| Lusernetta                   | Torino                | Piemonte              |
| Lusevera                     | Udine                 | Friuli-Venezia Giulia |
| Lusia                        | Rovigo                | Veneto                |
| Lusiana Conco                | Vicenza               | Veneto                |
| Lusigliè                     | Torino                | Piemonte              |
| Luson                        | Bolzano               | Trentino-Alto Adige   |
| Lustra                       | Salerno               | Campania              |
| Luvinate                     | Varese                | Lombardia             |
| Luzzana                      | Bergamo               | Lombardia             |
| Luzzara                      | Reggio Emilia         | Emilia-Romagna        |
| Luzzi                        | Cosenza               | Calabria              |